# Arteria vertebralis
De arteriae vertebrales of wervelslagaders zijn twee belangrijke slagaders in de nek. Ze ontspringen uit de linker en rechter arteria subclavia. Vervolgens verlopen de arteriae vertebrales door de foramina transversia van de halswervels en komen via het foramen magnum de schedel binnen. In het hoofd komen zij samen in de arteria basilaris, een van de slagaders die de cirkel van Willis in de hersenen van bloed voorziet.

## Verloop
Er zijn twee wervelslagaders, de ene is links gelokaliseerd, de andere rechts. Deze ontspringen uit respectievelijk de linker en rechter arteria subclavia en gaan rond de zesde halswervel (C6) de wervelkolom in. Het gedeelte van de wervelslagader voor de wervelkolom wordt de pars praevertebralis arteriae vertebralis genoemd. Dit gaat over in de pars transversaria arteriae vertebralis die via de wervelkolom omhoog reist. De slagaders reizen aan weerszijden van de wervelkolom omhoog door de nek en bij de tweede halswervel (C2) komen ze de wervelkolom weer uit, gaan langs de eerste halswervel (C1) en gaan de hersenen in. Het gedeelte van de wervelslagader na de wervelkolom en voor de hersenen heet de pars atlantica arteriae vertebralis. Dit gaat over in de pars intracranialis arteriae vertebralis zodra deze de hersenen binnengaat. In de hersenen komen de linker en rechter wervelslagader samen en vormen de arteria basilaris.

## Variaties
De linker wervelslagader is in de meeste gevallen groter. De wervelslagaders gaan in 90% van de gevallen de wervelkolom in bij de zesde halswervel (C6). In 10% van de gevallen is dit echter op een ander niveau.
- C3, 1%
- C4, 2%
- C5, 5%
- C6, 90%
- C7, 2%

## Afbeeldingen

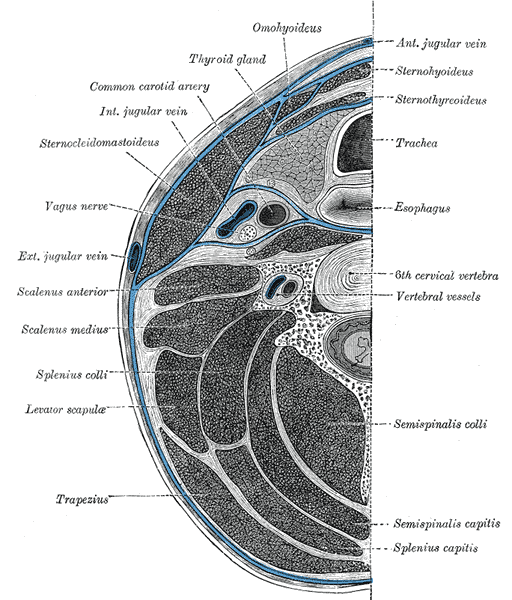
Doorsnede van de nek, ter hoogte van de zesde cervicale wervel.
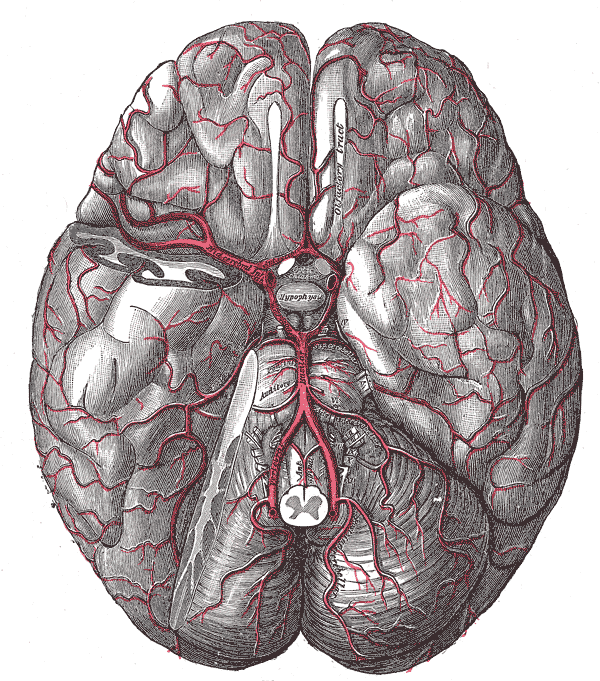
De slagaders aan de onderkant van de hersenen.
Diagram van de slagaders aan de onderkant van de hersenen.
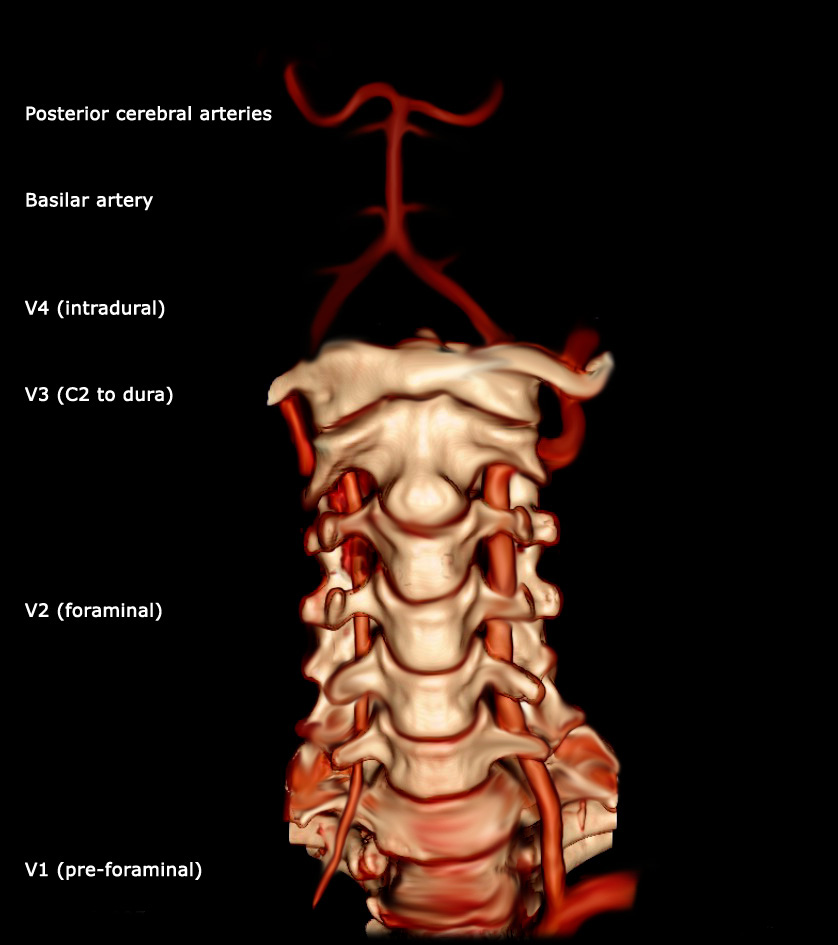
Vooraanzicht van de wervelslagaders.
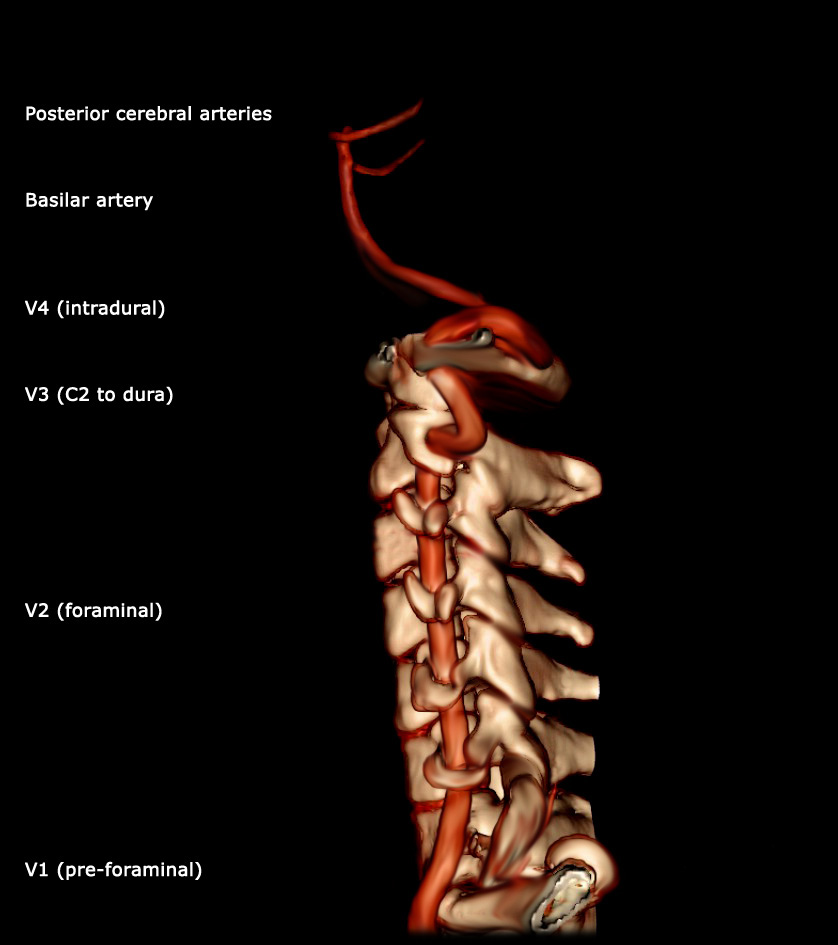
Zijaanzicht van de wervelslagaders.
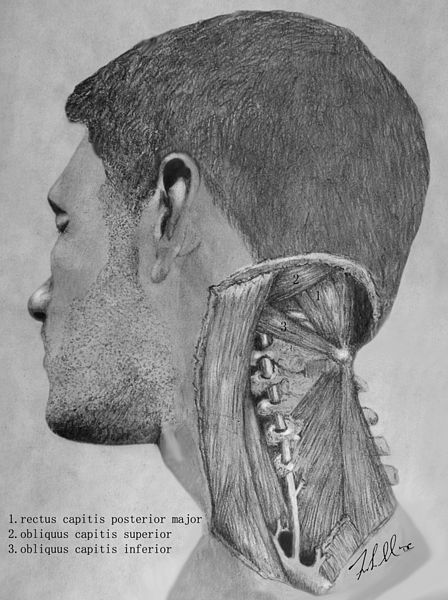
De onderlinge relatie tussen de wervelslagaders en de suboccipitale spieren.